# 東住吉郵便局
東住吉郵便局（ひがしすみよしゆうびんきょく）は、大阪府大阪市東住吉区にある郵便局。民営化前の分類では集配普通郵便局であった。

## 概要
住所：〒546-8799 大阪府大阪市東住吉区今川8-8-25

## 沿革
- 1981年（昭和56年）8月10日 - 東住吉郵便局として、東住吉区今川八丁目に開局[1]。平野郵便局から東住吉区内の集配業務を移管。
- 1990年（平成2年）3月23日 - 花の万博の開催に合わせ、大阪市周辺の主な郵便局40局において、風景印を花をかたどった変形印に変更（当局は東住吉区の花である撫子）。
- 1999年（平成11年） - 外国通貨の両替および旅行小切手の売買に関する業務取扱を開始。
- 2007年（平成19年）10月1日 - 民営化に伴い、併設された郵便事業東住吉支店に一部業務を移管。
- 2012年（平成24年）10月1日 - 日本郵便株式会社発足に伴い、郵便事業東住吉支店を東住吉郵便局に統合。
- 2022年（令和4年）4月1日-かんぽサービス部を設置。

## 取扱内容
- 郵便、印紙、ゆうパック、内容証明
- 貯金、為替、振替、振込、国際送金、外貨両替・トラベラーズチェック、国債、投資信託
- 生命保険、バイク自賠責保険、自動車保険、がん保険、引受条件緩和型医療保険
- 地方公共団体事務（大阪市ごみ処理券の販売、市バス・地下鉄優待乗車証の交付）
- ゆうちょ銀行ATM
- 「546-00xx」区域（大阪市東住吉区全域）の集配業務
- ゆうゆう窓口

## アクセス
- 地下鉄谷町線 駒川中野駅から徒歩約12分
- 近鉄南大阪線 今川駅から徒歩約14分
- 大阪シティバス 今川八丁目停留所下車すぐ
- 阪神高速松原線 駒川出入口から北東へ約1km
- 駐車場あり：17台